# Цекув
Цекув (пол. Ceków) — село в Польщі, у гміні Гміна Цекув-Кольонія Каліського повіту Великопольського воєводства.
Населення — 233 особи (2011).
У 1975-1998 роках село належало до Каліського воєводства.

## Демографія
Демографічна структура станом на 31 березня 2011 року:
|          | Загалом | Допрацездатний вік | Працездатний вік | Постпрацездатний вік |
| -------- | ------- | ------------------ | ---------------- | -------------------- |
| Чоловіки | 117     | 27                 | 79               | 11                   |
| Жінки    | 116     | 27                 | 65               | 24                   |
| Разом    | 233     | 54                 | 144              | 35                   |